# تلویزیون فرانسه
تلویزیون فرانسه (انگلیسی: France Télévisions) شرکت رسانه‌ای فرانسوی است، که در سال ۱۹۹۲ تأسیس شد.